# Andreas Osiander
Andreas Osiander (1498 - 1552) fou un teòleg protestant alemany.
El 1523, va convèncer a Albert de Prússia, Gran Mestre dels Cavallers Teutons, perquè es convertís a la fe luterana.
El 1543, Osiander va ocupar-se de la publicació del llibre De Revolutionibus Orbium Coelestium (Sobre les revolucions de les esferes celestes), escrit per Copèrnic, i va afegir-hi un prefaci no signat on explicava que el model descrit al llibre no havia d'ésser entès com una descripció de l'Univers com aquest realment era, sinó com una eina matemàtica per clarificar i simplificar els càlculs que tenen a veure amb el moviment dels planetes.